# Prioridade de Marcos

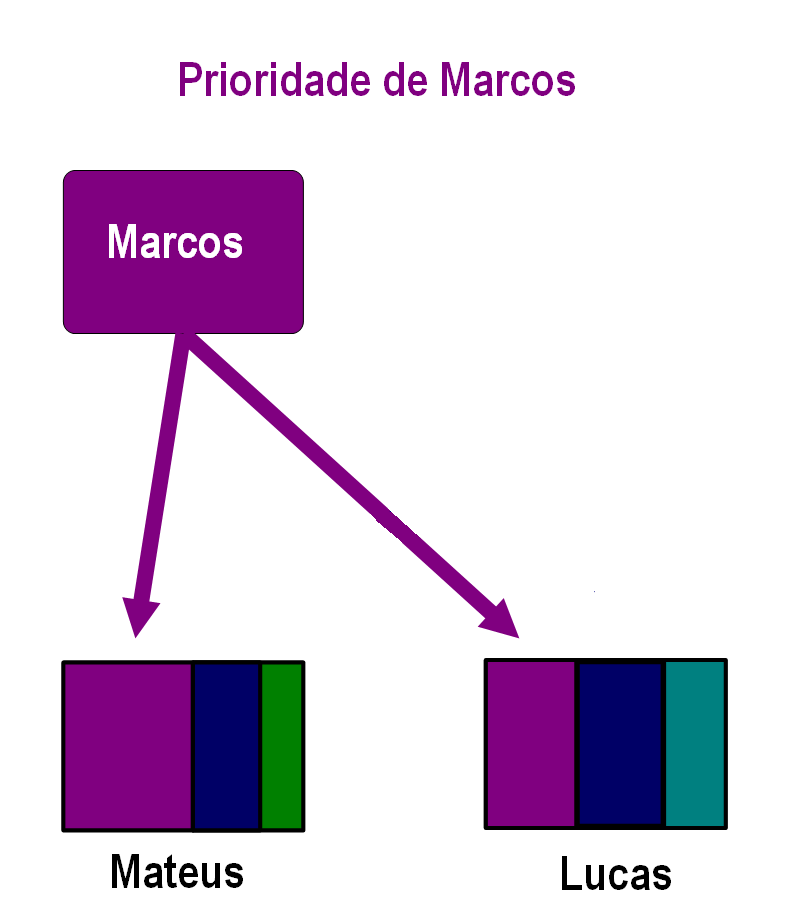
A maioria dos estudiosos modernos concordam que tanto Lucas quanto Mateus utilizaram o Evangelho de Marcos como fonte.

A Prioridade de Marcos (também conhecida como primazia de Marcos, primazia Marcana ou ainda prioridade Marcana) é a hipótese de que o Evangelho de Marcos foi o primeiro evangelho a ser escrito entre os três Evangelhos sinópticos. Ela afirma também que os outros dois evangelistas sinóticos, Mateus e Lucas, usaram o Evangelho de Marcos como uma de suas fontes. A teoria da primazia de Marcos é hoje aceita pela maioria dos estudiosos do Novo Testamento, que também sustentam que Mateus e Lucas usaram uma fonte perdida de ditos de Jesus, identificada como Q. Essa conclusão é em grande parte baseada em uma análise da linguagem e da relação de conteúdo entre os evangelhos. O entendimento de que Marcos foi o primeiro dos evangelhos canônicos e que serviu como fonte para Mateus e Lucas é fundamental para os estudos da crítica moderna do Novo Testamento.
A maioria dos estudiosos, desde o fim do século XIX, aceita a prioridade de Marcos duma forma ou doutra, mas rejeitam a fonte Q. A hipótese de Farrer, cujos principais proponentes são Michael Goulder e Mark Goodacre, é a teoria mais conhecida nesse sentido. Alguns estudiosos judeus e cristãos, como Robert Lindsey, David Flusser, Shmuel Safrai e David Bivin, propuseram que uma versão em hebraico do Evangelho antes de ter sido transcrito para o grego; e que isso exigiria a prioridade Lucas.
A hipótese agostiniana defende a primazia de Mateus. Um ex-aluno de Bultmann, Eta Linnemann, seguido por David Farnell, é o mais conhecido proponente de uma prioridade simultânea entre Mateus e Marcos, remetendo a exigência Mosaica que "no depoimento de duas ou três testemunhas é que uma questão deverá ser confirmada" (Deuteronômio 19:5).